# Veronica Schneider
Verónica Schneider Rodríguez (sinh ngày 16 tháng 12 năm 1978, tại Caracas, Venezuela) là một người mẫu và diễn viên người Venezuela.

## Tiểu sử
Veronica Schneider được sinh ra ở Caracas, Venezuela với María Elisa (nhà xã hội học) và Pablo Schneider (nhạc sĩ). Là Hoa hậu vùng Monagas 1997, cô dự thi cuộc thi Hoa hậu Venezuela 1998 và là Á hậu 1. Vào tháng 11 năm đó, cô đã đến Seychelles để tham gia cuộc thi Hoa hậu Thế giới 1998, nơi cô không lọt vào bán kết. Veronica Schneider cũng học Khoa học Máy tính tại Đại học Trung tâm Venezuela.
Năm 2002, Veronica Schneider chuyển sang truyền hình và ký hợp đồng với Venevision. Vai diễn đầu tiên Veronica Schneider nhận được là trong telenovela Mambo y Canela nơi cô đóng vai Wanda. Năm 2003, Veronica Schneider được chọn vào vai Marisela Ruiz Montero trong telenovela Enganada. Năm 2004, cô đến Peru để đóng vai phản diện Fernanda Velacochea trong telenovela Besos Robados. Năm 2005, cô ký hợp đồng với RCTV và đóng vai Erika Hoffman trong Amantes một sản phẩm đầu thế kỷ 20. Năm 2011 Schneider xuất hiện trong telenovela La Viuda Joven, được sản xuất bởi Venevision. Năm 2012, Veronica Schneider đóng vai chính trong La ratonera của Agatha Christie.

## Cuộc sống cá nhân
Veronica Schneider kết hôn với nam người mẫu Enrique Palacios và có hai con Sarah và David.